# Heike Matthiesen
Heike Matthiesen (Brunswick, 27 de junio de 1964-Frankfurt, 22 de diciembre de 2023) fue una música, arreglista y guitarrista alemana.

## Biografía
Matthiesen comenzó sus estudios en la Escuela Superior de Música y Artes Dramáticas de Fráncfort, donde se especializó en música clásica.
Formó parte de la orquesta de la Ópera de Fráncfort. Publicó varios álbumes como: Guitar Divas y Guitar Ladies, que incluían piezas compuestas solamente por mujeres.
Fue miembro de la junta directiva del Grupo de Trabajo Internacional sobre Mujeres y Música.
En agosto de 2019, fue operada en el Hospital Universitario de Frankfurt debido a que le diagnosticaron melanoma maligno en la piel del cuello. Falleció el 22 de diciembre de 2023, a los 59 años, a consecuencia de un cáncer.

### Álbumes
- 2016, Guitar Ladies
- 2023, Serenade
- 1998, Sol y luna